# Стадион спортивного центра Уханя
Стадион спортивного центра Уханя (кит. упр. 武汉体育中心体育场) или Стадион Чжуанькоу (кит. упр. 沌口体育场) — многофункциональный стадион в Ухане, провинция Хубэй, КНР. Вмещает 54,357 зрителей. Является домашним стадионом для клуба китайской Суперлиги «Ухань Чжоэр». Принимал матчи женского кубка мира по футболу 2007 года.